# Anglicaanse Gemeenschap

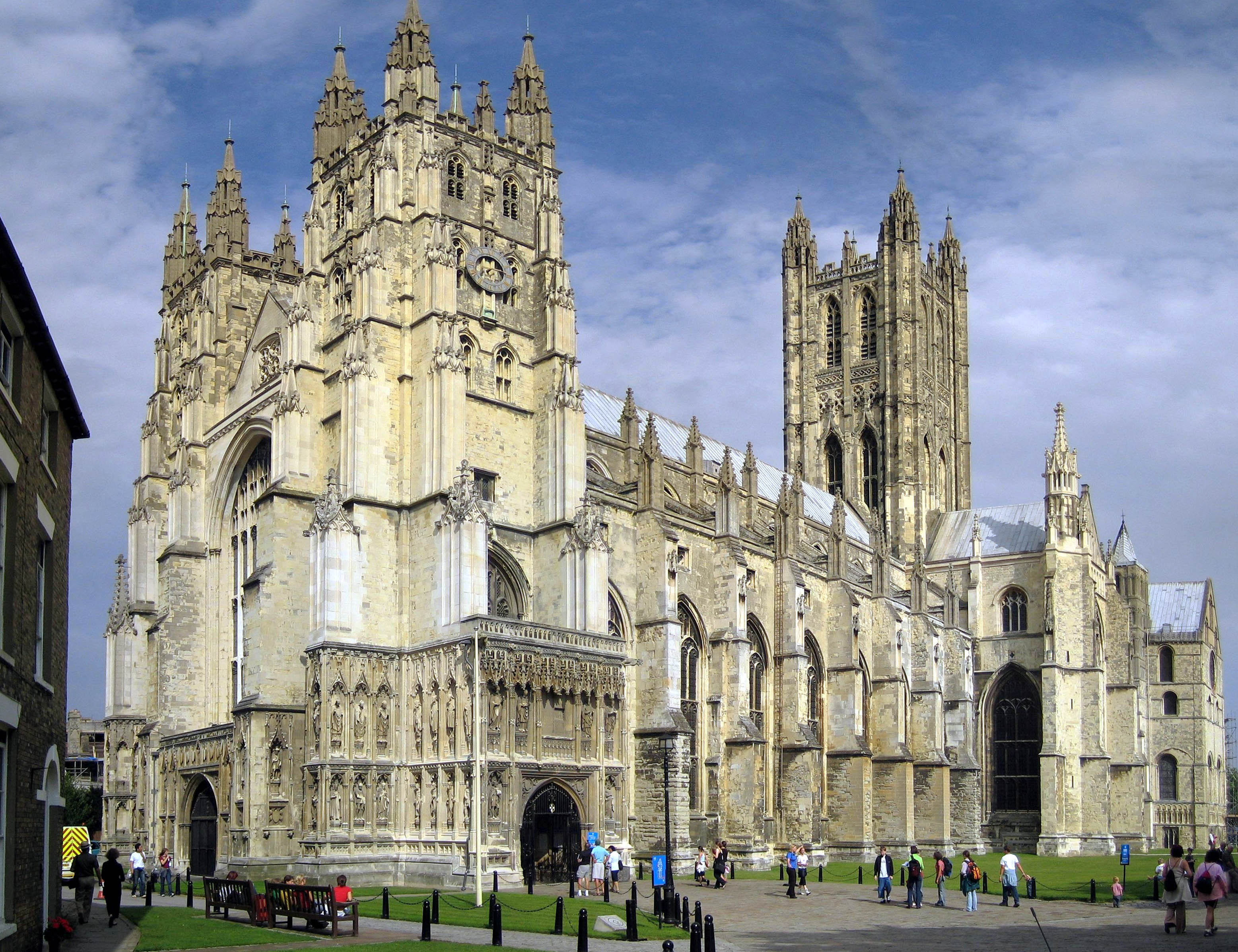
Kathedraal van Canterbury

De Anglicaanse Gemeenschap (Engels: Anglican Communion) is de internationale associatie van nationale en regionale anglicaanse kerken in full communion met de Kerk van Engeland, die gezien wordt als de moederkerk, en met de belangrijkste primaat, de aartsbisschop van Canterbury. Dat de kerken in full communion met elkaar zijn betekent idealiter dat zij overeenkomen wat betreft de essentiële doctrines en dat iedere anglicaan kan deelnemen aan het religieuze leven in iedere kerk. Omdat iedere nationale of regionale kerk over volledige autonomie beschikt, bestaat er geen enkelvoudige, universele Anglicaanse Kerk. De aartsbisschop van Canterbury heeft bijgevolg geen formele autoriteit buiten zijn eigen jurisdictie, maar wordt wel erkend als een symbolische leider van de Anglicaanse Gemeenschap.
Met naar schatting 80 miljoen leden wereldwijd is de Anglicaanse Gemeenschap de op twee na grootste christelijke gemeenschap ter wereld, na de Rooms-Katholieke Kerk en de oosters-orthodoxe kerken. Sommige nationale kerken die lid zijn van de Anglicaanse Gemeenschap hebben "anglicaans" in hun naam, terwijl andere kerken, zoals de Church of Ireland, de Schotse en de Amerikaanse Episcopaalse Kerken, een andere naam hebben.
De Anglicaanse Gemeenschap ziet zichzelf als zowel katholiek en hervormd. Volgens sommigen staat de gemeenschap voor een niet-pauselijke katholicisme, terwijl het volgens anderen veeleer een soort protestantisme is zonder een dominante, leidinggevende figuur zoals Luther, Knox, Calvijn, Zwingli of Wesley.
Sommige provincies gelden als liberaal, terwijl andere juist (zeer) conservatief zijn. In januari 2016 werd de Episcopaalse Kerk van de VS voor drie jaar geschorst, vanwege de acceptatie van het homohuwelijk door die kerk.

## Provincies

Wereldkaart met de provincies van de Anglicaanse Gemeenschap (blauw). Op de kaart staan ook de kerken die in full communion zijn met de gemeenschap: de Noords-lutherse kerken van de Porvoogemeenschap (groen) en de oud-katholieke Unie van Utrecht (rood).

Alle 38 kerkprovincies van de Anglicaanse Gemeenschap zijn autonoom. Ze hebben een eigen primaat en bestuur. Soms betreft het nationale kerken, maar er zijn ook provincies die meerdere landen beslaan. Hieronder staat een alfabetische lijst van de anglicaanse kerkprovincies:
| - Australië: Anglicaanse Kerk van Australië - Bangladesh: Church of Bangladesh - Brazilië: Anglicaanse Episcopaalse Kerk van Brazilië - Burundi: Anglicaanse Kerk van Burundi - Canada: Anglicaanse Kerk van Canada - Caraïben: Church in the Province of the West Indies - Centraal-Afrika: Church of the Province of Central Africa - Centraal-Amerika: Anglicaanse Kerk van Centraal-Amerika - Congo en DR Congo: Province of the Anglican Church of the Congo - Engeland: Church of England - Filipijnen: Episcopaalse Kerk in de Filipijnen - Hongkong: Hong Kong Sheng Kung Hui - Ierland: Church of Ireland - Indische Oceaan: Church of the Province of the Indian Ocean - Japan: Anglicaanse Kerk van Japan - Kenia: Anglicaanse Kerk van Kenia - Korea: Anglicaanse Kerk van Korea - Melanesië: Church of the Province of Melanesia - MENA: Episcopaalse Kerk in Jeruzalem en het Midden-Oosten - Mexico: Anglicaanse Kerk van Mexico | - Myanmar: Church of the Province of Myanmar - Nieuw-Zeeland en Polynesië: Anglicaanse Kerk in Aotearoa, Nieuw-Zeeland en Polynesië - Nigeria: Church of Nigeria - Noord-India: Church of North India - Oeganda: Anglicaanse Kerk van Oeganda (Church of Uganda) - Pakistan: Church of Pakistan - Papoea-Nieuw-Guinea: Anglicaanse Kerk van Papoea-Nieuw-Guinea - Rwanda: Church of the Province of Rwanda - Schotland: Scottish Episcopal Church - Soedan en Zuid-Soedan: Episcopaalse Kerk van de Soedan - Tanzanië: Anglicaanse Kerk van Tanzanië - Verenigde Staten: Episcopaalse Kerk van de Verenigde Staten - Wales: Church in Wales - West-Afrika: Church of the Province of West Africa - Zuidelijk Afrika: Anglicaanse Kerk van Zuidelijk Afrika - Zuiden van Zuid-Amerika: Anglicaanse Kerk van de Zuidelijke Kegel van Amerika - Zuid-India: Church of South India - Zuidoost-Azië: Church of the Province of South East Asia |